# Colos-Saal

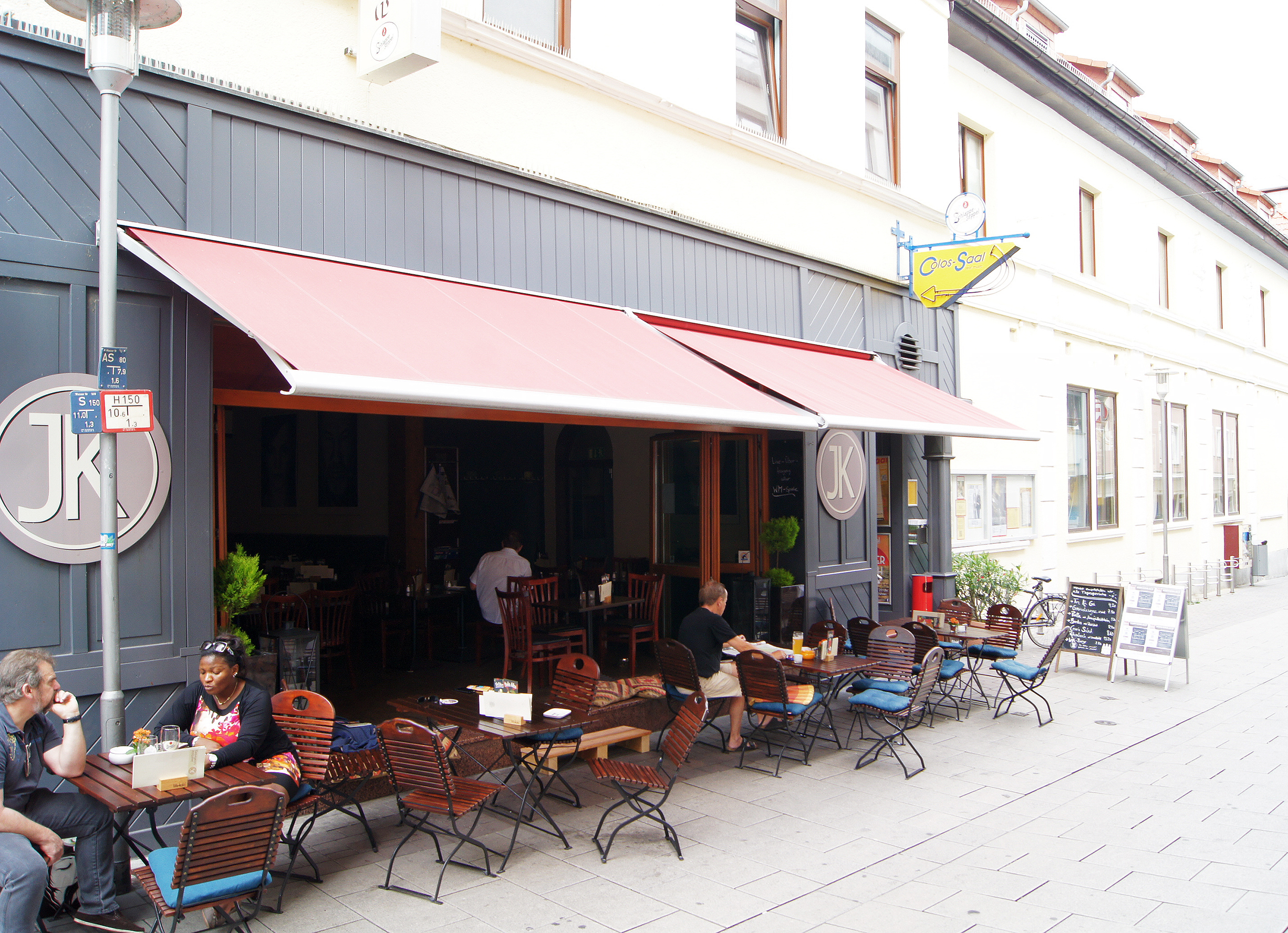
Außenansicht des Colos-Saal

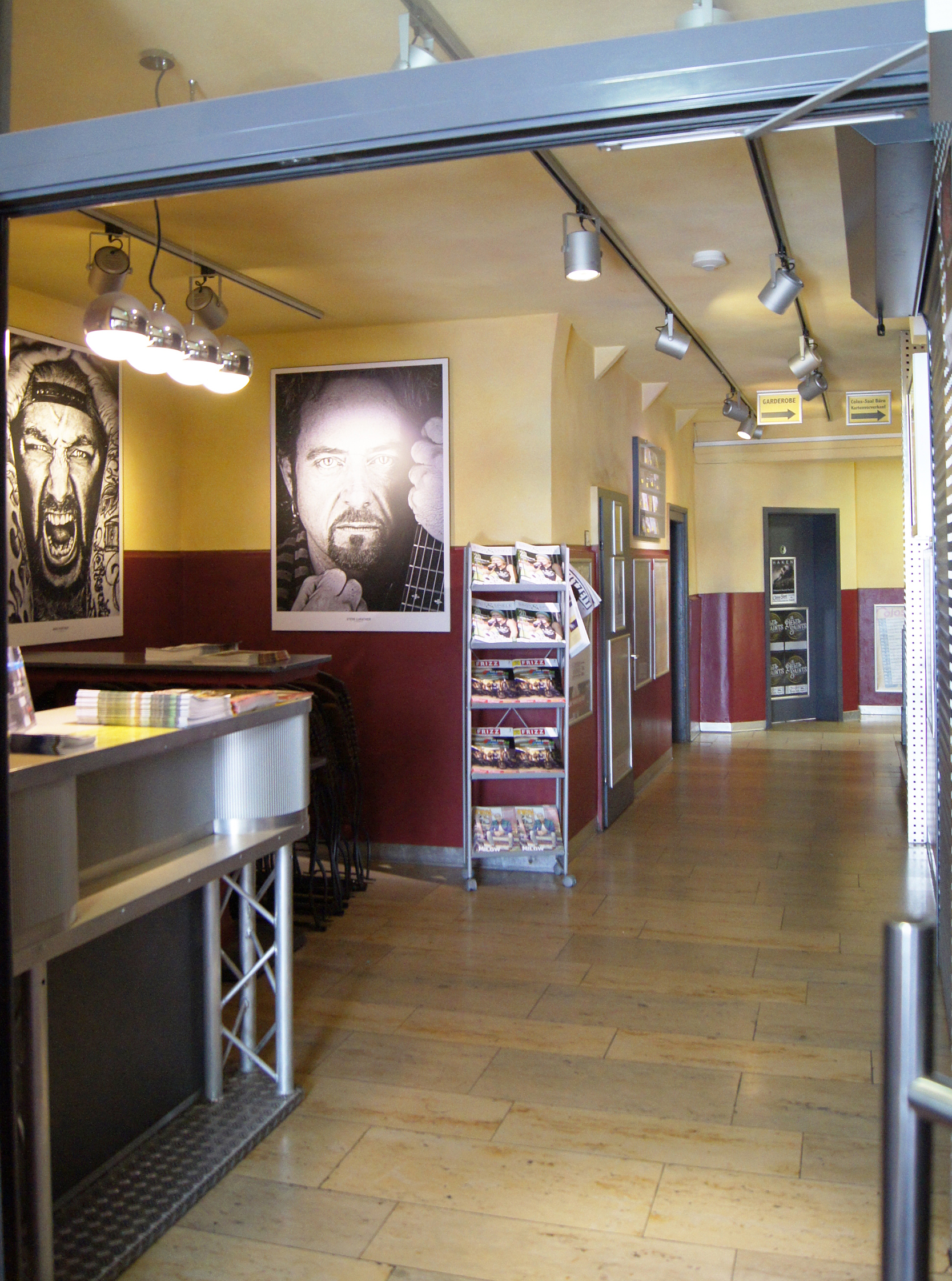
Eingangsbereich des Colos-Saal

Der Colos-Saal ist ein Live Musik-Club in Aschaffenburg in der Fußgängerzone im Roßmarkt 19.
Jährlich finden dort ca. 250 Konzerte mit internationalen Künstlern in unterschiedlichen populären Genres statt, von Rock, Pop, Blues, Funk, Soul, über Singer/Songwriter, bis Jazz und Worldmusic.

## Geschichte
Im Nachbargebäude Roßmarkt 21, befand sich der „Klimperkasten“, in dem die Gebrüder Claus und Günther Berninger 1984 eine Gaststätte mit regelmäßigem Konzertprogramm etablierten.
Ab 1992 war die Kapazität für den Publikumszuspruch nicht ausreichend und es erfolgte der Umzug in den heutigen Colos-Saal.
Seit den 1980er Jahren präsentierte die Klimperkasten/Colos-Saal-Crew 7000 Konzerte, Kleinkunst-, Kabarett- und Politveranstaltungen.

## Das Gebäude
Das Gebäude Roßmarkt 19, das Heimat der Colos-Saal-Bühne ist, war zuvor die Brauerei-Gaststätte „Gambrinus“ der Aschaffenburger Heylandsbrauerei. In den 1930er Jahren war der Saal u. a. auch Veranstaltungsstätte der Nationalsozialisten. Das Treppengeländer im Gebäude war mit geschnitzten Hakenkreuzen versehen. Noch heute sind Spuren davon zu erkennen.

## Gesellschaftliche Rolle

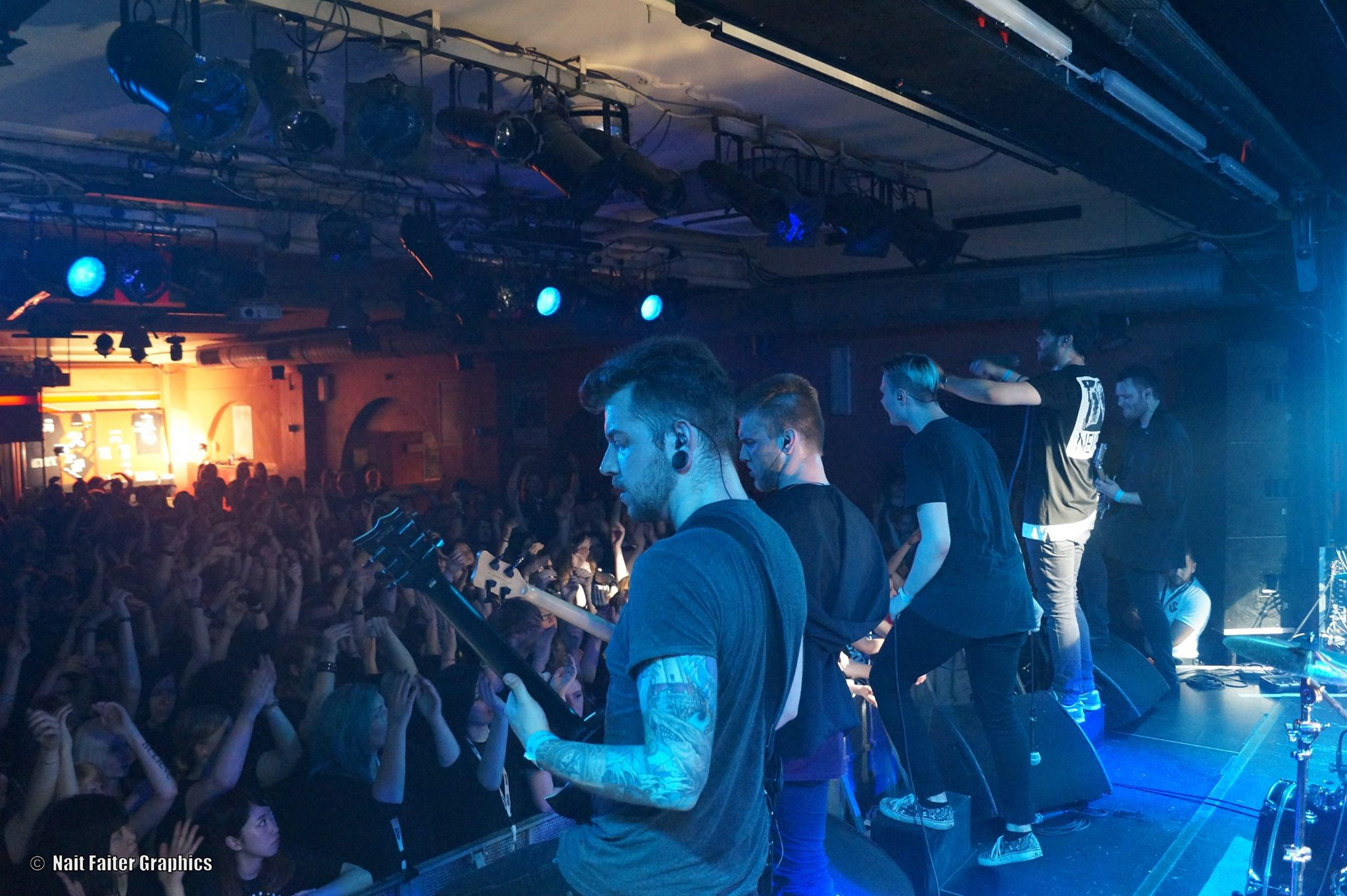
Ein Konzert 2016 im Colos-Saal

In Kooperation mit dem Kulturamt der Stadt Aschaffenburg veranstaltete die Berninger Musik und Gastronomie GmbH in der Vergangenheit mehrmals das „Summertime Music“ Open-Air-Festival im Nilkheimer Park in Aschaffenburg und die „Jazznight“ im Innenhof des Schlosses Johannisburg, Aschaffenburg. Bei den Jazznights, die ihren Fokus auf Vocal Jazz richteten, traten u. a. New York Voices, Take 6, Manhattan Transfer, Cassandra Wilson, Kurt Elling, Malia, Rigmor Gustafson und Till Brönner auf.
Ebenfalls in Kooperation mit dem Kulturamt läuft die Reihe „Grenzgänge“ im Stadttheater Aschaffenburg. Im Auftrag der Stadt bucht der Colos-Saal Künstler für die alljährlichen Aschaffenburger Kulturtage und die Museumsnacht.
Der Colos-Saal ist Auftrittsort für die Bigbands und anderen Ensembles der Aschaffenburger Musikschule und des musisch orientierten Karl-Theodor-von-Dalberg-Gymnasiums.
Zusammen mit Vereinen und Bürgerinitiativen veranstaltet der Colos-Saal jährlich mehrere Benefizkonzerte.
Bei Politveranstaltungen waren zu Gast u. a. Joschka Fischer, Jürgen Trittin, Gregor Gysi, Kerstin Müller, Daniel Cohn-Bendit, Rezzo Schlauch, Volker Beck, Christine Scheel und Tarek Al-Wazir.

## Auszeichnungen
2013 wurde der Colos-Saal im Rahmen der Frankfurter Musikmesse mit dem Live Entertainment Award LEA als „Club des Jahres“ ausgezeichnet.
2015 erhielt der Colos-Saal den Kulturpreis der Stadt Aschaffenburg.

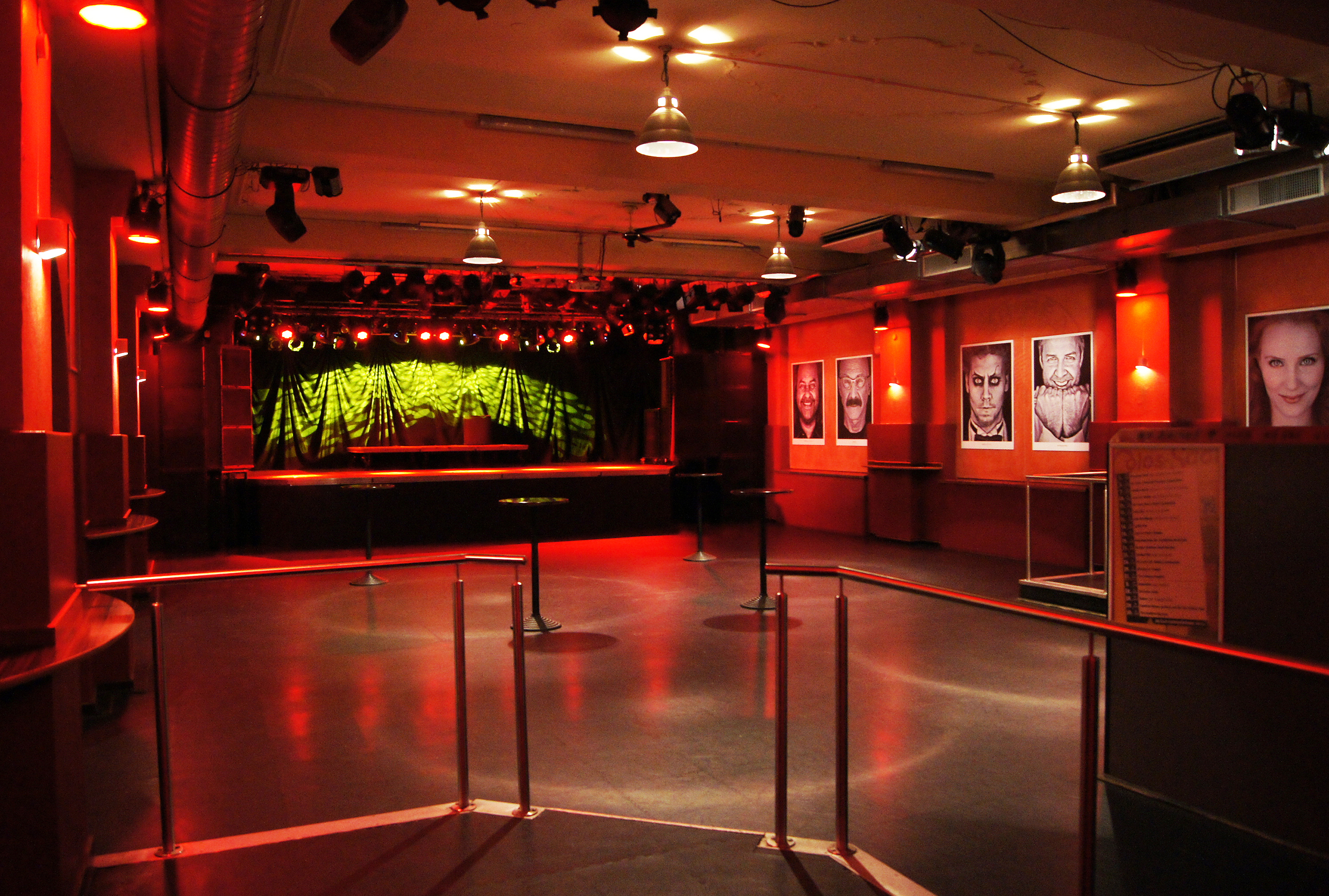
Bühne im Colos-Saal